# Гожовський повіт
Гожовський повіт (пол. powiat gorzowski) — один з 12 земських повітів Любуського воєводства Польщі. Утворений 1 січня 1999 року в результаті адміністративної реформи.

## Загальні дані
Повіт знаходиться у північно-західній частині воєводства. Адміністративний центр — місто Гожув-Великопольський. Станом на 1.01.2008 населення становить 66 172 осіб, площа 1214,25 км².

## Демографія
Демографічні дані повіту станом на 30.06.2005:
|       | Всього | Всього | Жінки  | Жінки | Чоловіки | Чоловіки |
| ----- | ------ | ------ | ------ | ----- | -------- | -------- |
|       | осіб   | %      | осіб   | %     | осіб     | %        |
| Повіт | 64 981 | 100    | 32 929 | 50,7  | 32 052   | 49,3     |
| Міста | 24 531 | 100    | 12 599 | 51,4  | 11 932   | 48,6     |
| Села  | 40 450 | 100    | 20 330 | 50,3  | 20 120   | 49,7     |